# Batzen

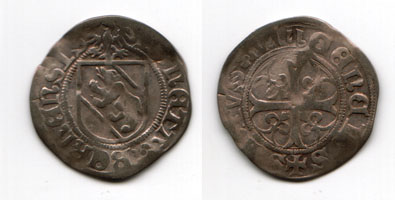
Berner Rollbatzen, 15. Jahrhundert

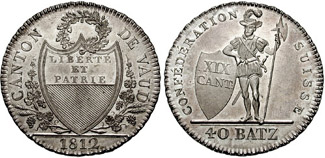
Taler zu 40 Batzen aus dem Kanton Waadt, 1812

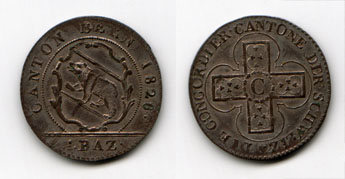
Berner Batzen von 1826

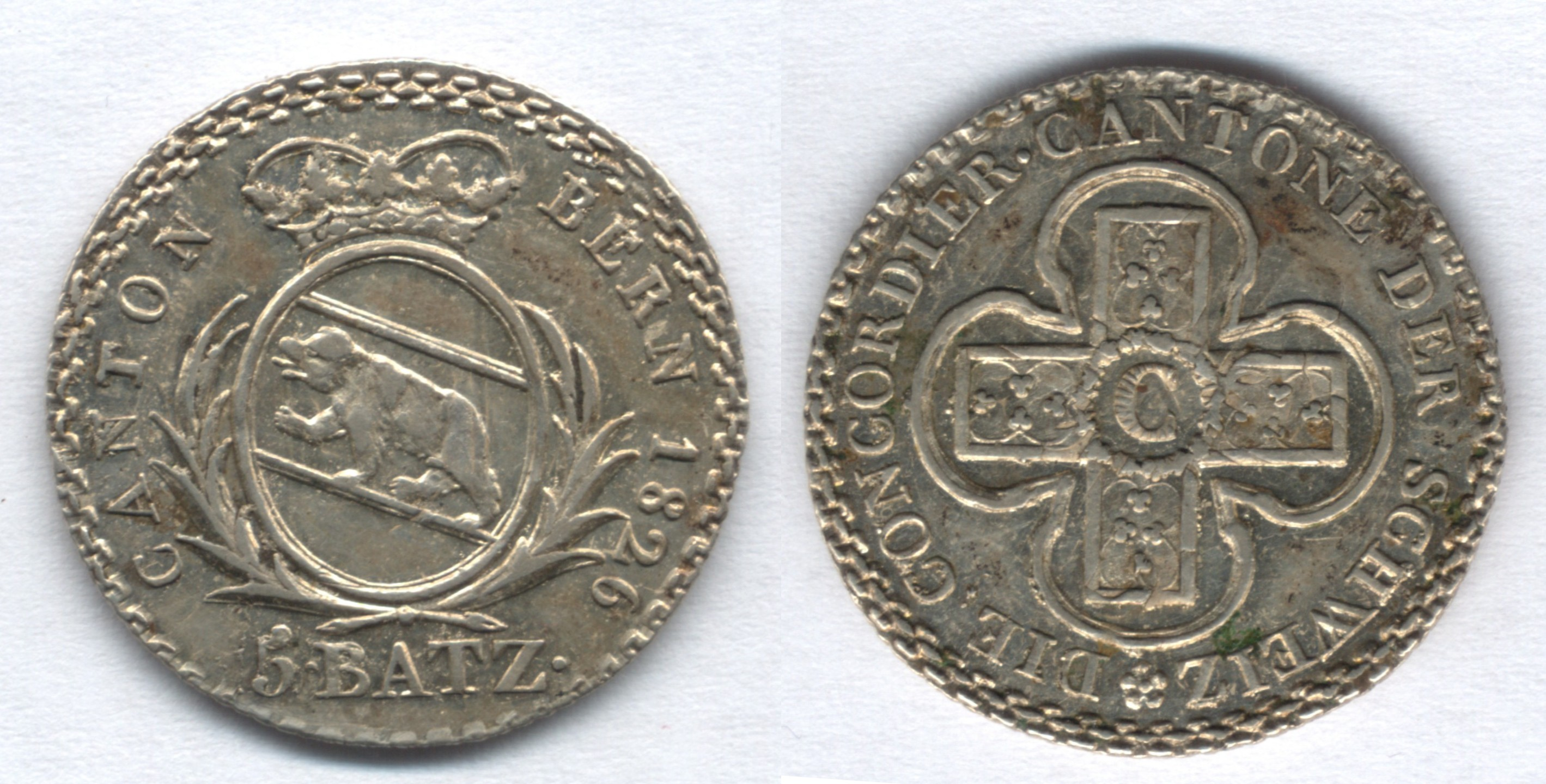
Bern: 5 Batzen 1826, «Konkordatstyp»

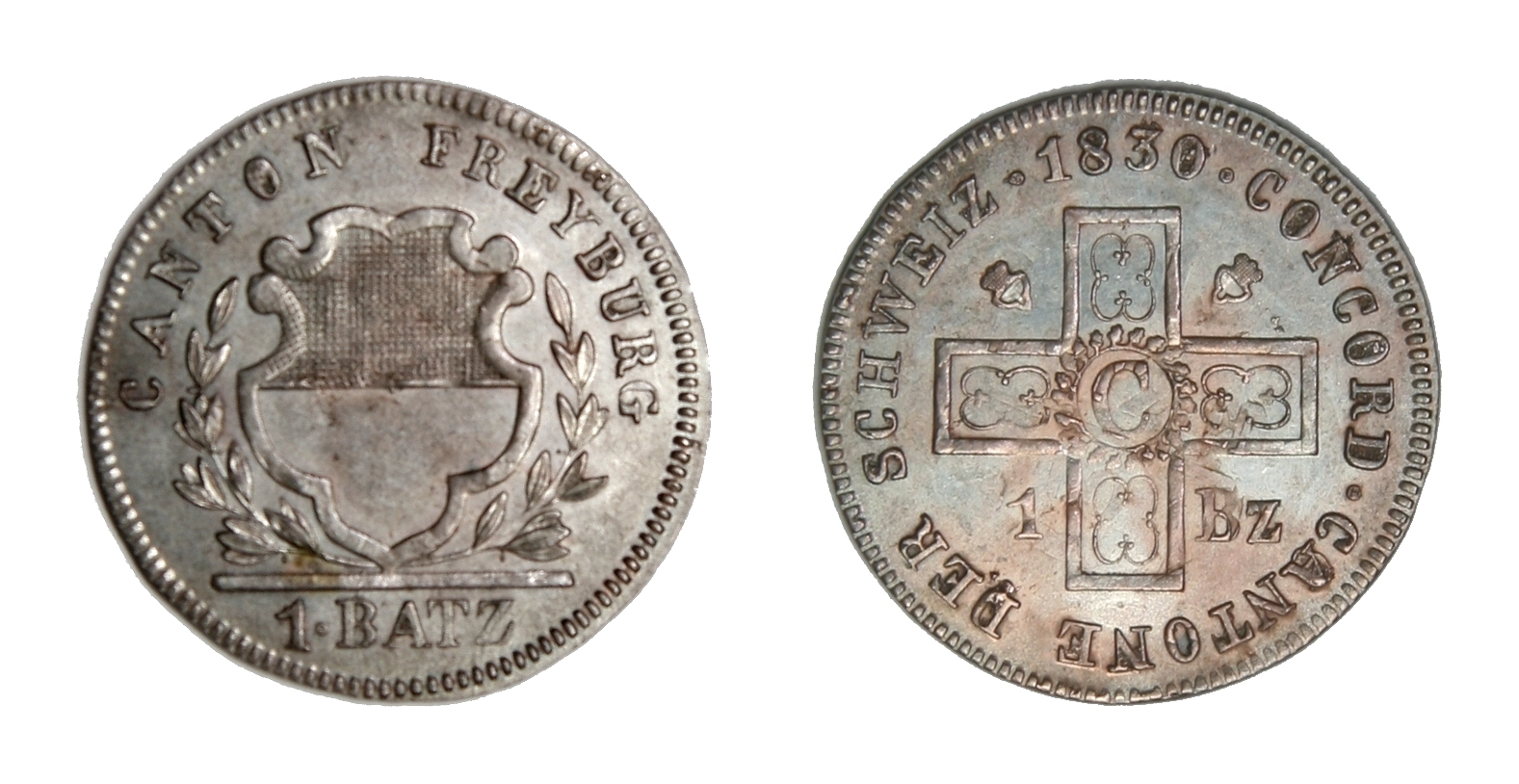
Freiburg (Freyburg): 1 Batzen 1830

Der Batzen ist eine historische schweizerische, süddeutsche und österreichische Münze.

## Geschichte
Ein Doppeltplappart, der bald schon den Namen «Batzen» erhielt, wurde ab 1492 in Bern geprägt. Ebenfalls schon früh bezeugt, nämlich 1495, ist die Prägung des Batzens auch in Salzburg. Der Berner Chronist Valerius Anshelm erklärte das Wort volksetymologisch mit Bëtz «Bär», dem Wappentier des Kantons, das auf der Rückseite der Münze aufgeprägt war. Wahrscheinlich geht das Wort aber auf oberdeutsch (besonders bairisch) batzen «zusammenkleben» bzw. Batzen «Klumpen, dickes Stück» zurück, da es einen Dickpfennig bezeichnete.
Der Batzen wurde ursprünglich in Silber, ab dem 17. Jahrhundert aber in Billon geprägt. Der Wert des Batzens differierte im Laufe der Zeit je nach Prägungsort. Der Wert eines Berner Batzens entsprach zunächst vier Kreuzer. Da der Gulden den Wert von 60 Kreuzer hatte, entsprach 1 Batzen in Bern, Freiburg und Solothurn auch einem Fünfzehntel des Guldens. Später gab es auch «Grossi» (Dicke, d. h. Groschen) zu 5 Batzen. Andere Orte der Alten Eidgenossenschaft und einige süddeutsche Staaten folgten bald dem Beispiel Berns. Zürich prägte ab 1500 16 Batzen auf einen Gulden. 1564 galt ein Taler 16 Konstanzer Batzen. Um 1600 hatte 1 Bockstaler (Schaffhauser Taler) 17 Batzen bzw. 68 Kreuzer, folglich galt 1 Batzen = 1⁄17 Taler = 4 Kreuzer. Im frühen 18. Jahrhundert stand der «ganze Batzen» bei fünf Kreuzer (1/12 Reichsgulden), der reguläre Batzen bei vier Kreuzer, der Basler und Zürcher Batzen war bei 1⁄18 Gulden angelangt, der St. Galler Batzen bei 1⁄17 Gulden. In der zweiten Hälfte des 18. Jahrhunderts galt 1 Reichsbatzen 16 Pfennig, 1 Zürcher Batzen 15 Pfennig, 1 Berner und 1 Churer Batzen 14 Pfennig.
Der Batzen wurde zu einer weit verbreiteten Zwischenwährung zwischen den zahlreichen in Europa kursierenden grossen und kleinen Silbermünzen. Da die süddeutschen Batzen zum Teil von sehr unterschiedlicher Güte waren, sprachen sich die Reichstage von 1522 und 1524 gegen diese Münzen aus. In Süddeutschland wurden sie noch bis 1536 geprägt, jedoch mit der Augsburger Reichsmünzordnung von 1559 verboten, aber auch noch (etwa in Nürnberg) 1564 als Währungsbezeichnung in Gebrauch. In der Schweiz hingegen blieb der Batzen unangefochten.
Bei einigen sogenannten Kippermünzen wurde dennoch der Batzen für die Benennung dieser Interimsmünzen verwendet. In der Zeit der Geldverfälschung, der Kipper- und Wipperzeit, wurde zum Beispiel in Thüringen in den Münzstätten Gotha (1621–1623) und Weimar (1619–1622) u. a. Kippermünzen zu Drei- und Sechsbätzner geprägt. Die Gepräge konnten nicht beanstandet werden, denn es waren keine Talermünzen oder deren Teile, die der Reichsmünzordnung entsprechen mussten, sondern Landmünzen.
Noch 1873 löste die Erhöhung des Bierpreises durch die Frankfurter Brauereien von 4 auf 4½ Kreuzer den Frankfurter Bierkrawall aus, der mit der Forderung Mir wolle Batzebier begann und zu folgenschweren sozialen Unruhen führte.
Bei der erstmaligen Einführung einer schweizerischen Einheitswährung 1798–1803 durch die Helvetische Republik wurde der Batzen ebenfalls in das System integriert. Ein Franken entsprach zehn Batzen, ein Batzen wiederum zehn Rappen, wobei 10 Schweizer Franken einem Louis d’or als gleichwertig galten. Nach dem Ende der Einheitswährung kam die Münzhoheit wieder an die Kantone, die teilweise die dezimale Franken-Batzen-Rappen-Einteilung beibehielten (Aargau, Basel-Stadt, Bern, Freiburg, Luzern, Solothurn, Unterwalden, Uri, Waadt, Wallis, Zug). Nur im Kanton Neuenburg war ein Franken 10½ Batzen wert. Die übrigen Kantone führten Währungen mit einem Gulden-Schilling- bzw. Florin-Livres-System ein. 1850 endete mit der Einführung des neuen Schweizer Frankens als schweizerische Einheitswährung die Ära des Batzens. Zu beachten ist, dass ein alter Franken nicht einem neuen Franken entsprach. Sieben Batzen wurden 1850 für einen neuen Franken eingetauscht.

## Jüngerer und moderner Wortgebrauch
Nach der Einführung des Frankens ging das Wort «Batzen» inoffiziell auf das Zehnrappenstück der neuen Währung über, dem es wertmässig am ehesten entsprach. Das Zwanzigrappenstück wurde entsprechend «Zweibätzler» genannt:

«Ich hatte einen Zweibätzler im Sack, den ich nach dem Morgenessen auf dem Küchentisch gefunden und, ohne der Mutter etwas zu sagen, eingesteckt hatte.»

Diese Bedeutung ist mittlerweile jedoch veraltet. Abgesehen vom Vorkommen in etlichen – oft ebenfalls veraltenden – Redensarten steht «Batzen» oder kindersprachlich «Batzeli» heute für irgendeine Münze oder aber für einen nicht näher umschriebenen Geldbetrag, vergleiche etwa «ein schöner Batzen Geld» (d. h. ‚eine hübsche Summe Geldes‘), «Göttibatzen» (in der Schweiz: ‹vom Taufpaten erhaltener Geldbetrag›) oder in «Halbbatzen-Kollekte» (eine zuerst von Karl Sarasin 1855 eingeführten Sammelaktion zugunsten der Basler Mission, noch heute in Württemberg erhoben).
Im deutschsprachigen Raum bekannt geworden ist das Wort Batzen auch durch das Volkslied Ein Heller und ein Batzen, die waren beide mein. Der Text aus dem Jahr 1830 stammt von Albert von Schlippenbach. Darüber hinaus kommt es in der ursprünglichen Fassung des Märchens Hänsel und Gretel der Brüder Grimm vor, in der es unter anderem heisst: «Und als der volle Mond aufgestiegen war, so nahm Hänsel sein Schwesterchen an der Hand und ging den Kieselsteinen nach, die schimmerten wie neu geschlagene Batzen und zeigten ihnen den Weg.»
Die alte Bozener Weinschänke Batzenhäusl dürfte ebenfalls auf das Wort Batzen als Entgelt für den hier verkauften Wein zurückzuführen sein.
In der Deutschschweiz ist der mundartnahe Ausdruck «halbbatzig» geläufig; er beschreibt Halbherzigkeit, Unfertigkeit oder Arbeit bzw. Personen von geringem Wert.